# La terra dei grandi occhi
La terra dei grandi occhi è il primo album discografico del gruppo musicale italiano di rock progressivo dei Calliope, pubblicato dall'etichetta discografica Vinyl Magic nel 1992.

## Tracce
Testi di Massimo Berruti, musiche di Rinaldo Doro.
1. La terra dei grandi occhi – 8:35
2. Non ci credo più – 5:03
3. Lunario – 3:54
4. Pensieri affascinanti – 8:54
5. Passi dentro il tempo – 4:24
6. Avalon – 4:18
7. L'anima del cielo – 6:49
8. Mellotronmania – 1:32

## Formazione
- Massimo Berruti - voce solista
- Rinaldo Doro - organo Hammond M 3, Mellotron 400, mini moog, clavinet, arpa celtica
- Mario Guadagnin - chitarre elettriche e chitarre acustiche a 6 e a 12 corde, voce
- Enzo Martin - basso
- Gianni Catalano - batteria

Note aggiuntive
- Beppe Crovella - produttore, ingegnere del suono
- Registrato e mixato presso Synergy Studio di Colombaro di San Sebastiano Po (Torino)
- Pippo Soldano - assistente di studio[1]